# Agne Simonsson
Agne Simonsson (Göteborg, 19 oktober 1935 – 22 september 2020) was een Zweeds profvoetballer.
Simonsson wordt beschouwd als een van de beste Zweedse voetballers in de geschiedenis. Hij werd geroemd vanwege zijn spelinzicht, techniek, positiespel in de kleine ruimte en bereidheid om in het teambelang te denken. In 1958 bereikte Simonsson met het Zweedse elftal de finale van het WK, waarin met 5-2 werd verloren van Brazilië.

## Spelerscarrière
Simonsson begon zijn carrière in 1949 bij Örgryte IS (ÖIS). Hij doorliep eerst de jeugdopleiding, waaruit later ook de Zweedse internationals Lennart Wing en Rune Börjesson voortkwamen. In 1953 maakte Simonsson zijn debuut in de hoofdmacht van ÖIS, dat aanvankelijk uitkwam in de derde divisie. In 1955 promoveerde de club naar de tweede divisie onder leiding van het trainersduo Tord Svanström en "Tölö" Kristensson. Een jaar later versterkte ÖIS zich met speler-coach Gunnar Gren. Hij zorgde voor technisch en aanvallend voetbal waarmee de club veel publiek trok. Tijdens een wedstrijd tegen IF Elfsborg in 1957 won ÖIS voor 32.000 toeschouwers. Uiteindelijk wist de club geen promotie af te dwingen, maar kende Simonsson toch een succesvol jaar. Als tweededivisiespeler debuteerde hij op 13 oktober 1957 in het Zweedse nationale team tegen Noorwegen. Al na 40 seconden scoorde hij het eerste doelpunt. Simonsson maakte ook nog een tweede doelpunt en Zweden won uiteindelijk met 5-2.

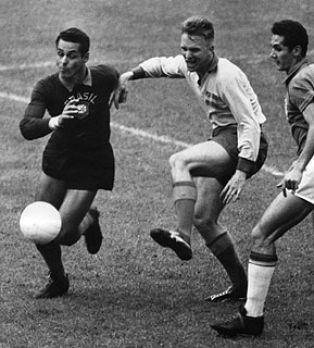
Simonsson in duel met keeper Gilmar tijdens de WK-finale 1958.

Een jaar later, in 1958, promoveerde ÖIS na twee overwinningen op Landskrona BoIS naar het hoogste Zweedse niveau, na 19 jaar afwezigheid. Datzelfde jaar nam Simonsson ook deel aan het WK voetbal in eigen land. Als basisspeler kwam hij tijdens het toernooi bij vijf van de zes wedstrijden in actie. Alleen in het laatste groepsduel tegen Wales, toen Zweden zich al had gekwalificeerd voor de kwartfinale, ontbrak Simonsson. Tijdens de 5-2 nederlaag in de finale tegen Brazilië scoorde hij de 4-2 en daarmee zijn vierde doelpunt van het toernooi.
In 1959 beleefde Simonsson zijn meest succesvolle seizoen. ÖIS behaalde als promovendus dat jaar de vierde plaats in de competitie, met twee punten achterstand op landskampioen Djurgårdens IF. Dit was onder meer te danken aan de 14 doelpunten van Simonsson en 21 doelpunten van topscorer en debutant Börjesson. ÖIS had dat seizoen in thuiswedstrijden een gemiddeld toeschouwersaantal van 25.490, dat nog steeds een Zweeds record is. Ook op internationaal niveau liet Simonsson zich gelden. In de interland tegen Engeland op 28 oktober 1959 scoorde hij twee doelpunten en leverde hij een assist af waardoor Zweden met 3-2 won. Het was een historische overwinning, aangezien dit pas de tweede maal in de Engelse geschiedenis was dat het nationale elftal op eigen bodem verloor van een continentaal elftal. De prestaties van Simonsson leverden hem in 1959 de Guldmedalj voor de sporter van het jaar en de Guldbollen voor de beste Zweedse voetballer van het jaar op. Daarnaast eindigde hij op de vijfde plaats van de Europees voetballer van het jaar-verkiezing.
Op 1 september 1960 werd Simonsson voor drie jaar gecontracteerd door de vijfvoudige Europacup I-winnaar Real Madrid. In voetbalkringen werd beweerd dat de 24-jarige Simonsson na verloop van tijd de reeds 34-jarige Alfredo Di Stéfano moest opvolgen. Simonsson kon zijn autoriteit op het veld echter niet waarmaken. De Zweed kwam nauwelijks aan spelen toen, mogelijk onder invloed van Di Stéfano, die weigerde zijn sterrenstatus te delen. Al binnen vier maanden werd duidelijk dat Simonsson het daaropvolgende seizoen niet meer bij Real Madrid zou spelen. In 1961/62 verhuurde de Koninklijke haar spits voor één seizoen aan Real Sociedad. Na afloop van zijn contract keerde Simonsson in 1963 terug naar zijn vaderland. In Zweden speelde de spits nog zeven seizoenen voor ÖIS voordat hij in 1970 zijn loopbaan beëindigde. Simonsson speelde uiteindelijk 491 wedstrijden voor ÖIS waarin hij 446 keer het net vond.

## Trainerscarrière
Na zijn actieve carrière werd Simonsson tweemaal trainer van zijn oude club ÖIS. Zijn grootste succes was het behalen van het landskampioenschap na play-offs in 1985. De club had na 1928 in totaal 57 jaar op de volgende landstitel moeten wachten.

## Erelijst

### Als speler
- Svenska Dagbladets guldmedalj: 1959
- Guldbollen: 1959

### Als trainer
Met Örgryte IS:
- Allsvenskan: 1985